# Fjärilshus

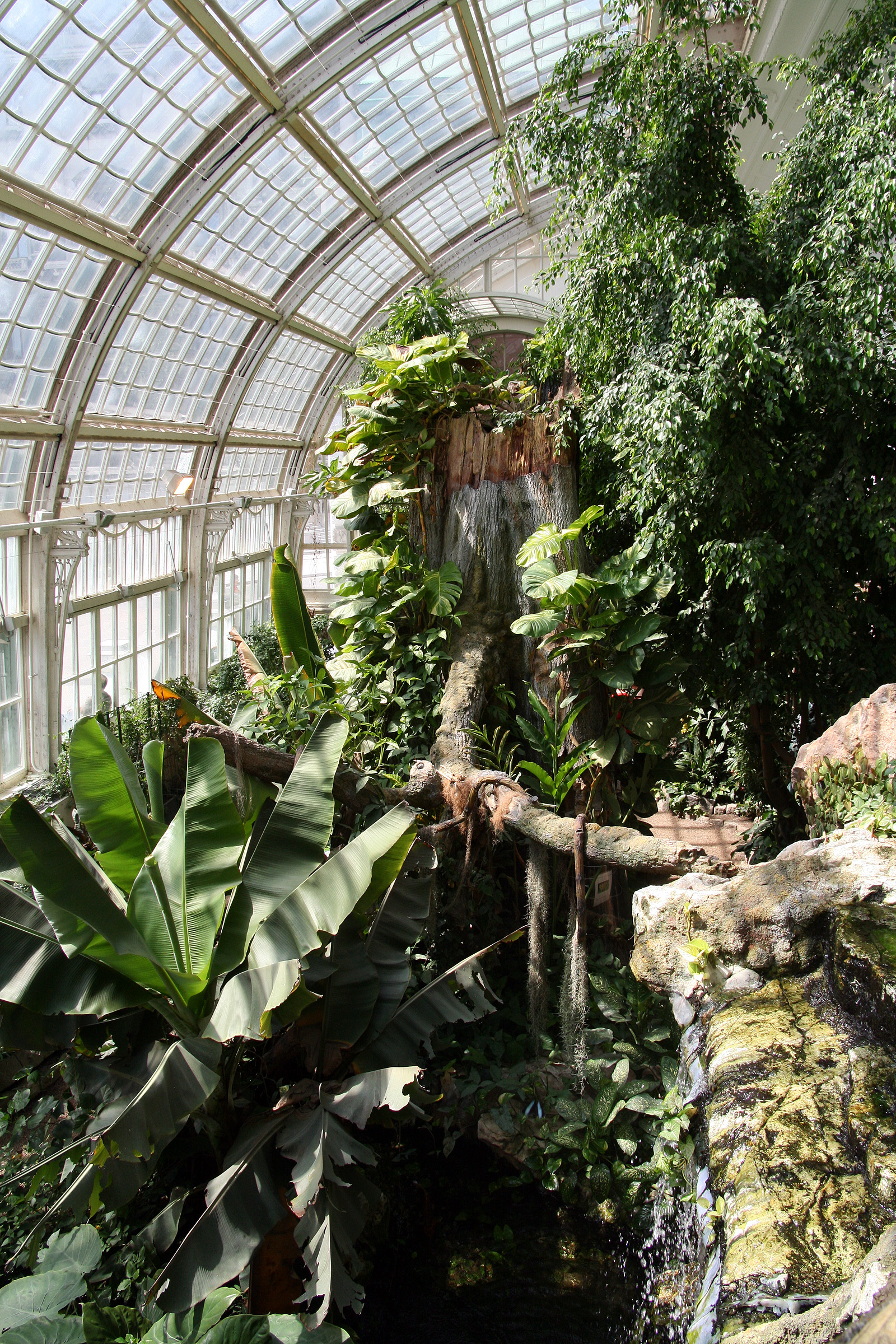
Fjärilshuset i Wien, Österrike.

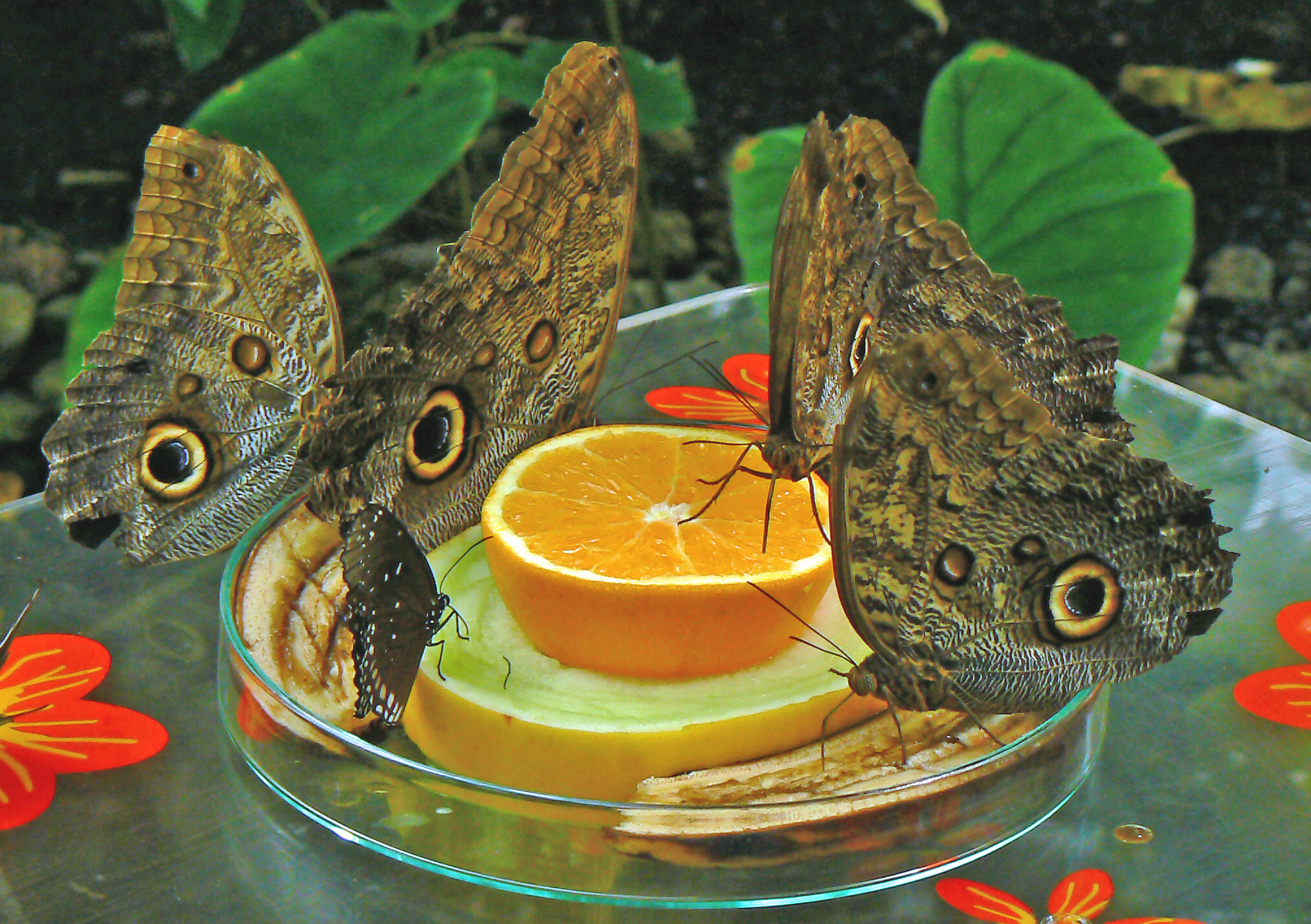
Fjärilar utfodras i fjärilshuset i Luisenpark i Mannheim i Tyskland.

Ett fjärilshus är en anläggning speciellt byggd för uppvisning och uppfödning av fjärilar. Ett fjärilshus kan vara en del av en djurpark, museum eller botanisk trädgård eller vara fristående och ägas och drivas av till exempel en förening. I ett fjärilshus finns det oftast flera olika arter av fjärilar och oftast rör det sig om fjärilsarter från tropiska eller subtropiska delar av världen. 